# Lnicznik drobnoowocowy
Lnicznik drobnoowocowy (Camelina microcarpa Andrz. ex DC.) – gatunek rośliny z rodziny kapustowatych. Występuje w Europie, Afryce, Azji, Ameryce Północnej i Południowej.
W Polsce rośnie na obszarze całego kraju, głównie na niżu.

## Morfologia
PokrójRoślina pokryta prostymi i gwiazdkowatymi włosami. Woski proste o długości do 2 mm, włoski gwiazdkowate liczne.
ŁodygaO długości 30–60 cm.
LiścieSiedzące, strzałkowate, prawie całobrzegie.
KwiatyDrobne, jasnożółte. Płatki korony do 4,5 mm długości.
OwocWcześnie drewniejąca, twarda, nieco płaska na szczycie łuszczynka o długości 3–7 mm, dwa razy dłuższa od szyjki słupka. Klapy łuszczynek dyskowato sklepione, o wysokości 1,7–3,1 mm. Nasiona o długości 1–1,5 mm.

## Biologia i ekologia
Roślina jednoroczna lub dwuletnia. Rośnie na polach, murawach i przydrożach. Kwitnie od maja do lipca. Liczba chromosomów 2n = 40.

## Zagrożenia i ochrona
Roślina umieszczona na polskiej czerwonej liście w kategorii DD (stopień zagrożenia nie może być określony).